# Hartmut Semken

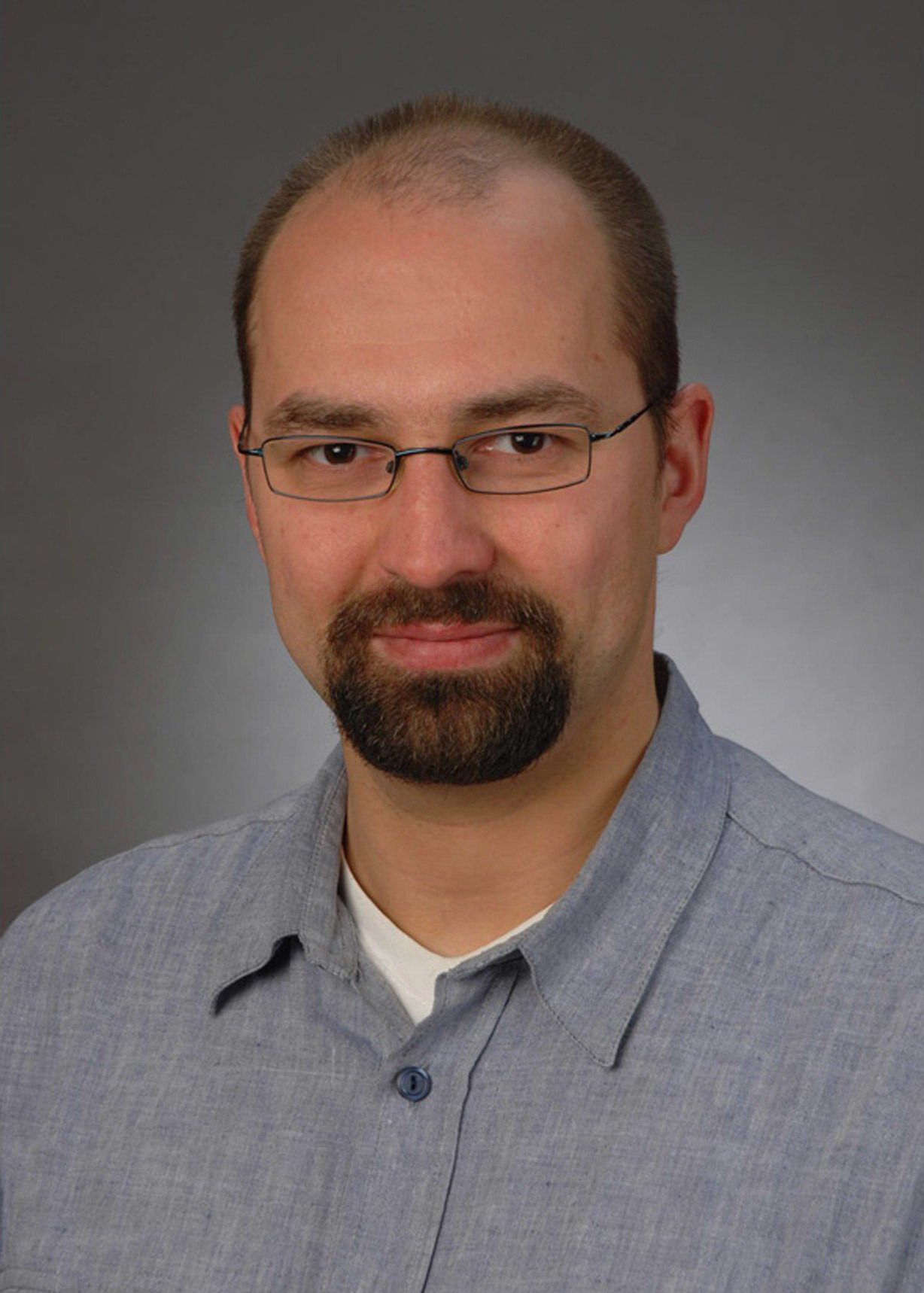
Hartmut Semken (2009)

Hartmut Semken (* 14. Januar 1967 in Bremervörde, Niedersachsen) ist ein deutscher Politiker der Piratenpartei und war von Februar bis Mai 2012 Vorsitzender des Berliner Landesverbandes.
Semken arbeitet als Entwicklungs- und Projektingenieur. Er gehört zu den Gründungsmitgliedern von Freedom for Links.

## Wirken in der Piratenpartei
Beim Bundesparteitag 2010.1 kandidierte Semken als stellvertretender Vorsitzender und als Beisitzer. Er unterlag in beiden Fällen klar. Semken wurde in das Bundesschiedsgericht gewählt.
Im Februar 2012 wurde er neuer Landesvorsitzender der Piratenpartei Berlin und löste Gerhard Anger ab, der für dieses Amt nicht mehr kandidiert hatte.
Am 16. April 2012 entschied das Bundesschiedsgericht der Piratenpartei, dass eine dem Bundesschiedsgericht angezeigte Person aufgrund von vorgeworfenen Holocaustleugnung und anderen Äußerungen, welche als geschichtsrevisionistisch  betrachtet wurden, nicht aus der Partei ausgeschlossen werden könne. Diese Entscheidung wurde auch innerhalb der eigenen Partei und von Teilen sowie Mandatsträgern innerhalb des Berliner Landesverbandes stark kritisiert. Semken nahm dagegen die nicht verurteilte Person zunächst in Schutz: Nicht diese stelle das „Naziproblem der Piraten“ dar, sondern „die Rausschmeißen- und ‚Wir müssen uns abgrenzen‘-immer-wieder-Herunterbeter“. Die letzte Partei, die mit der gezielten Verfolgung von Personen erfolgreich gewesen sei, sei die NSDAP gewesen: „Die hatten für alles einen Sündenbock.“ Semken zog seine Äußerungen allerdings nach interner und externer Kritik und Rücktrittsforderungen zurück und entschuldigte sich, lehnte aber einen Rücktritt ab.
In einem Interview mit dem ZDF äußerte Semken, er sei „nach Verfassungsschutzdefinition“ ein Linksextremist, da er sich eine rein moralisch definierte Gesellschaft wünsche, in der es keine Gesetze mehr gebe, keine Polizei und keine Staatsanwaltschaft.
Am 16. Mai 2012 trat Semken nach drei Monaten als Landesvorsitzender zurück. In einer E-Mail an verschiedene Parteimitglieder und den Bundesvorsitzenden Bernd Schlömer begründete er den Rücktritt: „Fakt: ich habe gelogen, habe eine Mail, die ich aus einer Sitzung geschrieben habe, die ich nicht hätte schreiben dürfen, versucht, weg zu lügen.“